# Großsteingrab Heveskesklooster
Das Großsteingrab Heveskesklooster ist eine megalithische Grabanlage der jungsteinzeitlichen Westgruppe der Trichterbecherkultur in Delfzijl in der niederländischen Provinz Groningen. Es wurde 1982 zufällig bei der archäologischen Untersuchung der Warft Heveskesklooster entdeckt und ins Muzeeaquarium in Delfzijl umgesetzt. Es ist das einzige bekannte Großsteingrab in den Niederlanden, bei dem es sich nicht um ein Ganggrab, sondern um einen Dolmen handelt. Das Grab trägt die van-Giffen-Nummer G5.

## Lage

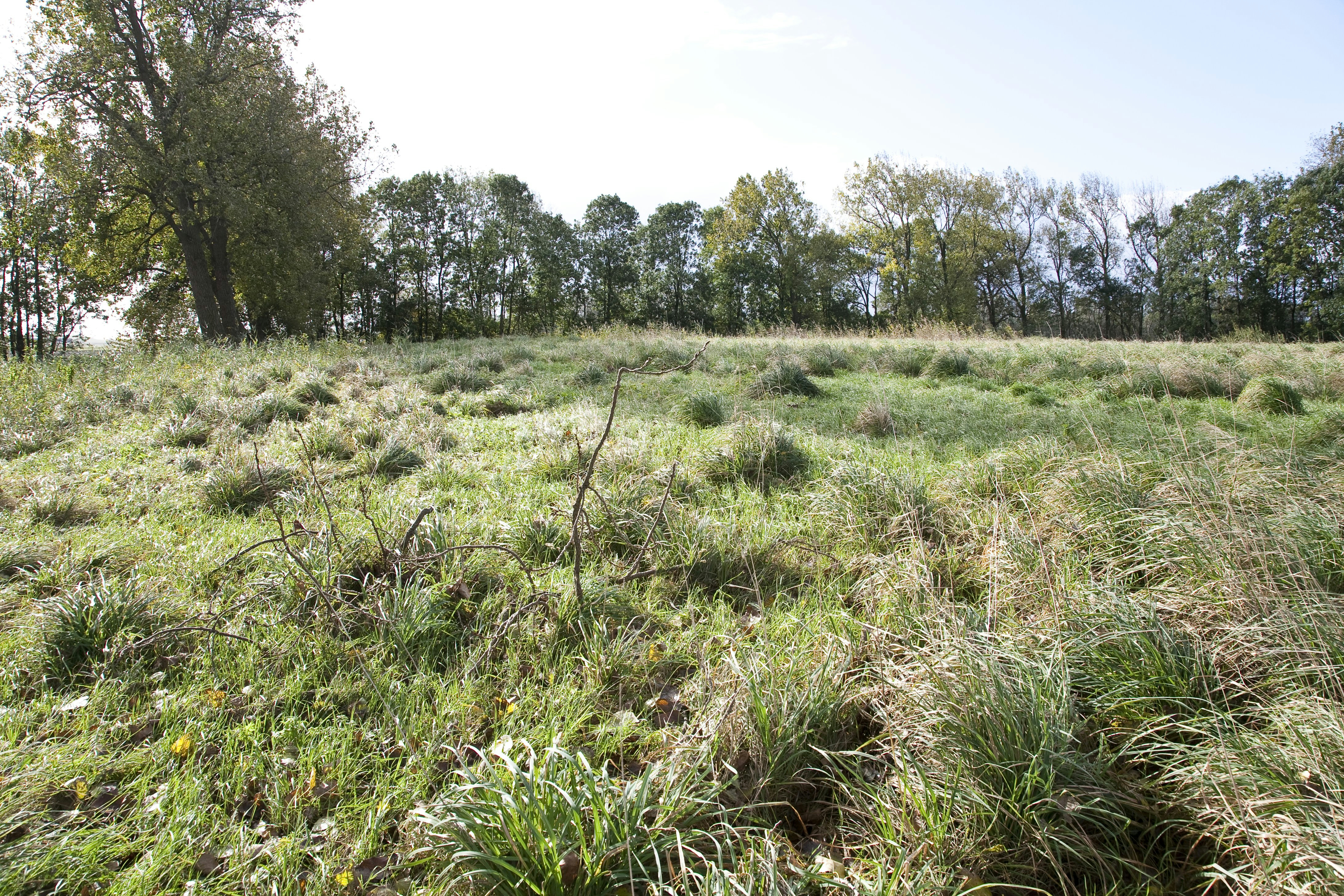
Der Fundort des Großsteingrabes

Das Grab befand sich östlich von Delfzijl bei der Warft Heveskesklooster. Dort befand sich bis ins 17. Jahrhundert ein Kloster des Johanniterordens. Neben dem Großsteingrab wurde später noch eine Steinkiste entdeckt. Heute ist es im Muzeeaquarium Delfzijl am Zeebadweg ausgestellt.

## Forschungsgeschichte
Da ein nahe gelegenes Fabrikgelände erweitert werden sollte, begann 1982 eine archäologische Untersuchung des ehemaligen Klostergeländes durch J. W. Boersma. Dabei wurde zufällig das Großsteingrab entdeckt und 1983 von Jan N. Lanting untersucht. 1987 wurde es ins Muzeeaquarium umgesetzt.

## Beschreibung
Bei der Anlage handelt es sich um einen südsüdost-nordnordwestlich orientierten Dolmen. Die Grabkammer hat eine Länge von 2,7 m. Sie besteht aus drei Wandsteinpaaren an den Langseiten, einem Abschlussstein an der nördlichen Schmalseite und drei Decksteinen. Die südliche Schmalseite wurde frei gelassen. Hier befindet sich der Zugang zur Kammer. Aufgrund ihrer geringen Größe wurde die Kammer von verschiedenen Forschern teilweise als erweiterter Dolmen angesprochen. Wegen der Anzahl der Wand- und Decksteine ist allerdings die Ansprache als Großdolmen korrekt. Eine steinerne Umfassung ist nicht vorhanden. Bei der Untersuchung wurde festgestellt, dass die Kammer im Endneolithikum (vor 2200 v. Chr.) teilweise zerstört worden war.

## Funde
Bei der Untersuchung wurden Keramikscherben und Feuersteinartefakte der Trichterbecherkultur gefunden.